# Rusif Huseynov
Rusif Shakir oglu Huseynov (em azeri:  Rusif Şakir oğlu Hüseynov) é um pesquisador e especialista político do Azerbaijão. Ele é o co-fundador e editor-chefe da revista política online The Politicon, bem como o co-fundador e diretor do Centro Topchubashov. Os principais interesses de Huseynov são processos sócio-políticos em países pós-soviéticos, conflitos congelados e minorias étnicas. Suas regiões de pesquisa cobrem principalmente a Leste Europeu, Médio Oriente, Cáucaso e Ásia Central.

## Biografia
Rusif Huseynov nasceu em 24 de agosto de 1987, em Sahil, RSS do Azerbaijão. Ele foi admitido na Universidade Estatal de Bacu em 2004 e se formou em 2008 como bacharel em relações internacionais. Huseynov recebeu seu diploma de mestre do Instituto Johan Skytte de Estudos Políticos da Universidade de Tartu.
Huseynov fundou o Centro Topchubashov em abril de 2018 junto com Murad Muradov. O centro opera dentro da União Pública de Estudos Regionais em Bacu.
Os artigos de Huseynov foram publicados em publicações como a "Modern Diplomacy", "The Independent Türkçe", "Visegrad Insight", "New Eastern Europe", Centro de Estudos Estratégicos e Modernos, "The Jamestown Foundation", Centro de Pesquisa de Crises e Políticas de Ancara, "Foreign Policy News", "The National Interest", "Al Bawaba", "The Times of Israel", "TRT World", "Vostokian", "Polis180", "Kyiv Post",. Ele também participou do programa APAralel da TV APA.

## Trabalho
Livros
- 90 instants of the great leader (em inglês). [S.l.]: Heydər Əliyev İrsini Araşdırma Mərkəzi. 2013. 247 páginas. OCLC 864881617[29]

Artigos
- GUAM+: Türkiye ve NATO için yeni fırsatlar
- Russian peacekeepers in Nagorno-Karabakh: An unlikely and unwanted scenario
- April victory: How important it is for Azerbaijan
- Baltic States are no longer ex-Soviet
- Tajikistan: transition to monarchy completed?
- South Gas Corridor and the recent escalation in Nagorno-Karabakh
- Azerbaijan Democratic Republic as the first democratic, parliamentary and secular republic in Islamic East
- Armenia sides with Russia again- This time in Syria
- Armenian geopolitics: Threats and claims
- Azerbaijan’s Short-Term Trump
- Escalation in Nagorno-Karabakh
- Nagorno-Karabakh: A part of Azerbaijan
- Victory Day cult in Russia
- How Armenia’s glorification of a Nazi collaborator has gone unnoticed
- Dodon's Transnistria visit and what it means for other frozen conflicts
- Armenia: chuzhoy sredi svoikh (a stranger among friends)
- Armenia sides with Russia again, this time in Syria
- Gagauzia: Geopolitics and identity
- Azerbaijan and the European Union
- Lord of the flies. Power struggles on Central Asia’s island of democracy
- Several reasons why Baku should not be interested in provocation along the border with Armenia
- The Southern Gas Corridor and the Recent Escalation in Karabakh
- Russia's involvement in Nagorno-Karabakh conflict: Unhelpful and unpromising
- Baltic States are no longer ex-Soviet
- Black list for Black Garden
- Shusha provocation: a fatal blow to the peace process?
- "Pakistan zindabad" in Azerbaijan
- Construction of sub-national identity vis-à-vis parent state: Gagauz case in Moldova
- Azerbaijan-Kazakhstan relations: current situation and prospects
- Cooperation in the Caucasus: How Four Countries Could Reshape European Security
- What a Morgue Scandal Tells Us about Armenia and Azerbaijan's Detainee Dispute
- Glorification of a Nazi collaborator in Armenia
- Azerbaijan and the EU: Cooperation instead of integration
- Time to Reform the Minsk Group
- Anti-Syrian Campaign in Turkey
- Rusif Huseynov: Ukraine – towards a frozen future?